# Raymond Townsend
Raymond "Ray" Anthony Townsend (San José, California, 20 de diciembre de 1955) es un exjugador de baloncesto estadounidense que jugó tres temporadas en la NBA, además de hacerlo en la CBA, en Brasil y en la liga italiana. Con 1,90 metros de altura, lo hacía en la posición de base. Es el primer jugador descendiente de filipinos que ha jugado en la NBA.

## Trayectoria deportiva

### Universidad
Jugó durante cuatro temporadas con los Bruins de la Universidad de California, Los Ángeles, en las que promedió 7,5 puntos y 1,7 rebotes por partido. En su primera temporada a las órdenes de John Wooden ganaron el Torneo de la NCAA, imponiéndose a la Universidad de Kentucky en la final. En su última temporada en el equipo fue incluido en el mejor quinteto de la Pacific Ten Conference tras promediar 14,7 puntos y 2,6 rebotes por partido.

### Profesional
Fue elegido en la vigésimo segunda posición del 1978 por Golden State Warriors, donde jugó dos años como suplente de John Lucas. Su mejor temporada fue la segunda, la 1979-80, en la que promedió 5,4 puntos y 1,5 asistencias por partido.
Al año siguiente no fue protegido por su equipo, entrando en el draft de expansión, siendo elegido por Dallas Mavericks, quienes sin embargo decidieron no contratarlo. Tras quedarse sin equipo, jugó una temporada en los Alberta Dusters de la CBA, en la que promedió 24,5 puntos por partido.
Antes del comienzo de la temporada 1981-82 fichó como agente libre por Indiana Pacers, siendo cortado y readmitido 3 días más tarde en el mes de diciembre. En total jugaría 14 partidos, en los que promedió 2,5 puntos por encuentro.
Acabó su carrera profesional jugando una temporada en el Banco di Roma de la Serie A1 italiana, donde promedió 20,9 puntos y 2,7 rebotes por partido.

## Estadísticas de su carrera en la NBA

### Temporada regular
| Temporada | Edad | Equipo                | Liga | P   | TIT | MIN  | TC  | TCA | %TC  | 3P  | 3PA | %3P  | TL  | TLA | %TL  | R.OF. | R.DEF. | REB | ASIS | ROB | TAP | PER | FP  | PTS |
| 1978-79   | 23   | Golden State Warriors | NBA  | 65  |     | 11.9 | 2.0 | 4.4 | .439 |     |     |      | 0.8 | 1.0 | .735 | 0.2   | 0.7    | 0.8 | 1.4  | 0.4 | 0.1 | 0.8 | 1.1 | 4.7 |
| 1979-80   | 24   | Golden State Warriors | NBA  | 75  |     | 15.5 | 2.3 | 5.6 | .406 | 0.1 | 0.3 | .154 | 0.8 | 1.1 | .714 | 0.4   | 0.7    | 1.2 | 1.5  | 0.8 | 0.1 | 0.9 | 1.5 | 5.4 |
| 1981-82   | 26   | Indiana Pacers        | NBA  | 14  | 0   | 6.8  | 0.8 | 2.9 | .268 | 0.1 | 0.6 | .222 | 0.8 | 1.4 | .550 | 0.1   | 0.8    | 0.9 | 0.7  | 0.2 | 0.0 | 0.4 | 1.3 | 2.5 |
| Total     |      |                       | NBA  | 154 | 0   | 13.1 | 2.0 | 4.9 | .411 | 0.1 | 0.4 | .171 | 0.8 | 1.1 | .703 | 0.3   | 0.7    | 1.0 | 1.4  | 0.6 | 0.1 | 0.8 | 1.3 | 4.8 |

## Vida personal
Townsend es descendiente de filipinos por vía materna. Su padre, Ray Townsend Sr., fue entrenador de baloncesto y jugador en los Jaguars del San Jose City College de la NJCAA casi a sus 40 años de edad.